# Farruko/Auszeichnungen für Musikverkäufe

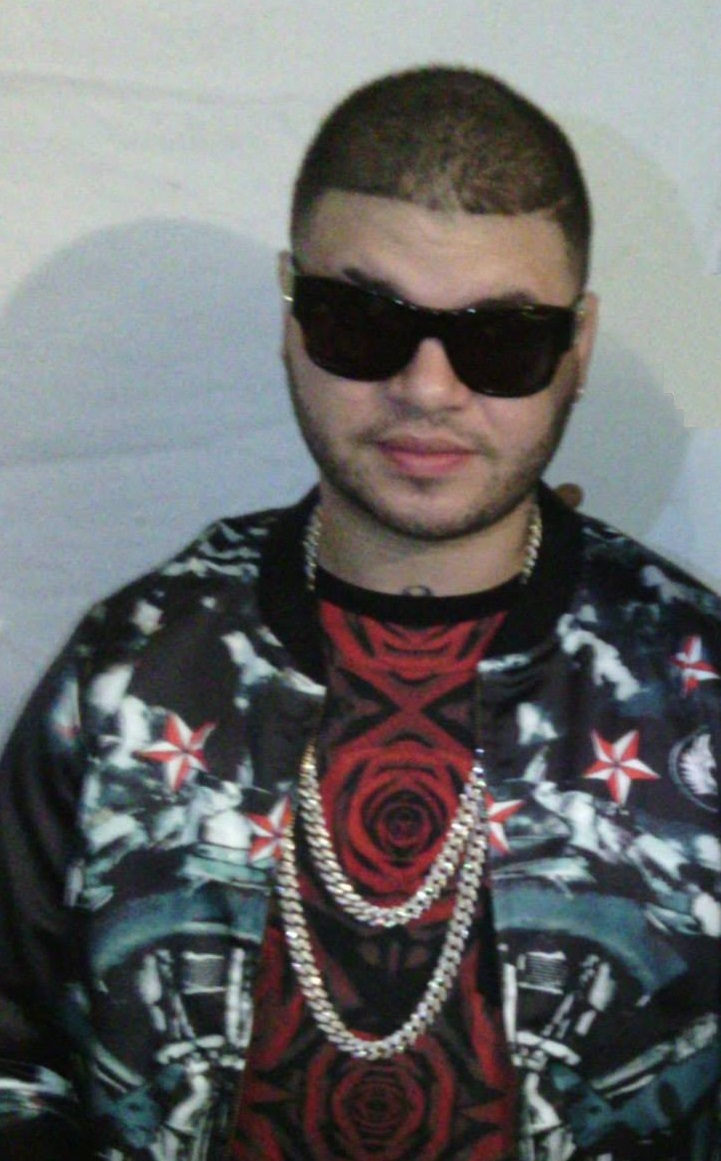
Farruko (2014)

Dies ist eine Übersicht über die Auszeichnungen für Musikverkäufe des puerto-ricanischen Reggaeton-Musikers Farruko. Die Auszeichnungen finden sich nach ihrer Art (Gold, Platin usw.), nach Staaten getrennt in chronologischer Reihenfolge, geordnet sowie nach den Tonträgern selbst, ebenfalls in chronologischer Reihenfolge, getrennt nach Medium (Alben, Singles usw.), wieder.

## Auszeichnungen
| - Vereinigtes Königreich - 2023: für die Single Pepas - 2025: für die Single On My Way - Argentinien - 2014: für die Single 6 AM - Brasilien - 2019: für die Single 6 AM - Frankreich - 2022: für die Single Nazareno - 2023: für das Album La 167 - 2024: für die Single After Party - Italien - 2018: für die Single Hasta que se seque el malecón - 2018: für die Single 6 AM - 2019: für die Single Si se da - 2020: für die Single Fantasías - Kanada - 2019: für die Single On My Way - Kolumbien - 2018: für die Single Krippy Kush - 2018: für die Single Calma (Remix) - 2021: für die Single Pepas - Mexiko - 2018: für die Single Ganas locas - 2019: für die Single Nadie - 2019: für die Single 6 AM - 2020: für die Single Fantasías (Unplugged) - 2021: für das Album TrapXFicante - 2023: für die Single Me pasé - 2023: für die Single Pepas - 2023: für die Single El Incomprendido - Österreich - 2022: für die Single On My Way - Polen - 2019: für die Single On My Way - 2023: für die Single Me pasé - 2024: für das Album Gangalee - Portugal - 2022: für die Single On My Way - 2022: für die Single El Incomprendido - 2023: für die Single Esta Vida - Spanien - 2016: für die Single Obsesionado - 2024: für die Single Diabla - 2024: für die Single La cartera - 2024: für die Single La playa (Remix) - 2024: für die Single La tóxica (Remix) - 2024: für die Single Loco (Remix) - 2024: für die Single Me pasé - 2024: für die Single On My Way - 2024: für die Single Ten Cuidado - 2024: für das Lied Solita - 2024: für die Single Singapur - 2024: für die Single Rasta Barbie (Remix) - 2024: für das Lied Otra copa - 2024: für die Single Elegí (Remix) - 2024: für die Single Santorini - 2024: für die Single Esta Vida - 2024: für das Lied Prende un phillie - 2024: für die Single Si tu lo dejas - 2024: für die Single Ella fuma - 2024: für die Single Krippy Kush (Remix) - 2024: für die Single Date tu guille - 2025: für das Lied Patio de la Cárcel (Tangos) - 2025: für die Single Tacos altos - Vereinigte Staaten - 2016: für das Lied Nena Fichu (Latin) - 2016: für das Lied Dime qué hago (Latin) - 2016: für die Single Va a ser abuela (Latin) - 2016: für das Lied Salgo (Latin) - 2018: für die Single Liberace (Latin) - 2018: für die Single Banda de camion (Remix) (Latin) - 2018: für die Single Recuerdos (Latin) - 2019: für die Single Blockia (Latin) - 2019: für die Single Tacos altos (Latin) - 2019: für die Single Ella y yo (Remix) (Latin) - 2021: für die Single Perreo intenso (Latin) - 2022: für die Single Condena (Latin) - 2022: für das Lied Helicóptero (Latin) - 2022: für das Lied La Bendición (Latin) - 2023: für die Single Celebration (Latin) - Zentralamerika - 2022: für die Single El Incomprendido - 2022: für die Single La tóxica (Remix) | - Argentinien - 2020: für die Single Fantasías - Belgien - 2022: für die Single Pepas - Chile - 2017: für das Album Visionary - 2017: für die Single Chillax - 2020: für die Single DJ no pare (Remix) - Dänemark - 2022: für die Single Pepas - Frankreich - 2023: für die Single El Incomprendido - Griechenland - 2022: für die Single Pepas - Kanada - 2020: für die Single Calma (Remix) - Kolumbien - 2020: für die Single Fantasías - Mexiko - 2020: für die Single La cartera - 2020: für die Single On My Way - 2022: für die Single Sunset - 2023: für das Album La 167 - 2023: für das Lied Delincuente - 2023: für das Album Visionary - Peru - 2020: für die Single Fantasías - Polen - 2024: für das Album La 167 - Schweden - 2019: für die Single On My Way - 2022: für die Single Pepas - Spanien - 2015: für die Single Lejos de aqui - 2018: für die Single Krippy Kush - 2019: für das Lied Delincuente - 2020: für die Single 3G (Remix) - 2020: für die Single Fantasías (Remix) - 2024: für die Single Baby - 2024: für die Single Bellaquita (Remix) - 2024: für die Single Caliente - 2024: für die Single Chillax - 2024: für die Single El favor - 2024: für die Single Ella y yo - 2024: für die Single Ponle - 2024: für die Single Rápido - 2024: für die Single Rebota (Remix) - 2025: für die Single Color Esperanza 2020 - Vereinigte Staaten - 2016: für das Album Visionary (Latin) - 2016: für die Single Titerito (Latin) - 2018: für das Album TrapXFicante (Latin) - 2018: für die Single Inolvidable (Latin) - 2018: für die Single Coolant (Latin) - 2018: für die Single 47 (Remix) (Latin) - 2019: für die Single Caliente (Latin) - 2019: für die Single Rebota (Remix) (Latin) - 2019: für die Single Nadie (Latin) - 2019: für die Single Ella y yo (Latin) - 2019: für die Single Que tengo que hacer (Latin) - 2019: für die Single Ella fuma (Latin) - 2020: für die Single Fantasías (Unplugged) (Latin) - 2020: für die Single Sí me dices que sí (Latin) - 2020: für die Single Te lo meto yo (Latin) - 2020: für die Single DJ no pare (Remix) (Latin) - 2021: für die Single No te enamores (Remix) (Latin) - 2021: für die Single Date tu guille (Latin) - 2022: für die Single Ten Cuidado (Latin) - 2022: für das Lied Ojalá (Latin) - 2024: für die Single Pasa_je_ro (Latin) - 2025: für das Album Cvrbon Vrmor (Latin) - Zentralamerika - 2020: für die Single Fantasías - 2022: für das Album La 167 - Deutschland - 2022: für die Single Pepas - Mexiko - 2021: für die Single Fantasías (Remix) - 2024: für die Single Sí me dices que sí - Kanada - 2022: für die Single Pepas - Mexiko - 2021: für die Single Fantasías - 2023: für die Single Elegí (Remix) - Spanien - 2014: für die Single 6 AM - 2015: für die Single Me voy enamorando (Remix) - 2017: für die Single Loco enamorado - 2021: für die Single No te enamores (Remix) - 2024: für die Single Que más pues (Remix) - 2024: für die Single Sí me dices que sí - 2024: für die Single 105 °F (Remix) - 2025: für die Single El Incomprendido - 2025: für die Single Sola (Remix) - 2025: für die Single La tóxica - 2025: für die Single Baila baila baila (Remix) - Vereinigte Staaten - 2016: für das Lied Su hija me gusta (Latin) - 2016: für die Single Traime a tu amiga (Latin) - 2018: für die Single Diabla (Latin) - 2020: für die Single Baby (Latin) - 2020: für die Single El favor (Latin) - 2022: für die Single No Hago Coro (Latin) - 2023: für die Single Música (Latin) - 2023: für die Single Esta Vida (Latin) - Zentralamerika - 2022: für die Single Sí me dices que sí - Mexiko - 2022: für die Single La tóxica | - Österreich - 2023: für die Single Pepas - Mexiko - 2025: für die Single Loco enamorado - Polen - 2021: für die Single Calma (Remix) - Spanien - 2016: für die Single Hasta que se seque el malecón - 2020: für die Single Relación (Remix) - 2024: für die Single Si se da - 2025: für die Single Si se da (Remix) - Vereinigte Staaten - 2016: für die Single Passion Whine (Latin) - 2016: für die Single Lejos de aqui (Latin) - 2020: für die Single Pa olvidarte (Remix) (Latin) - 2020: für die Single Si me muero (Latin) - 2021: für die Single Ganas locas (Latin) - 2021: für die Single La playa (Remix) (Latin) - Zentralamerika - 2022: für die Single Pepas - Italien - 2023: für die Single Pepas - Mexiko - 2023: für die Single Krippy Kush - Polen - 2024: für die Single Pepas - Spanien - 2024: für die Single Fantasías - 2024: für die Single Diles (Remix) - Vereinigte Staaten - 2017: für die Single Sunset (Latin) - 2017: für die Single Obsesionado (Latin) - 2018: für die Single Diles (Remix) (Latin) - 2019: für die Single Loco enamorado (Latin) - 2020: für die Single 105 °F (Remix) (Latin) - 2024: für die Single Loco (Remix) (Latin) - 2024: für die Single La ocasión (Remix) (Latin) - Zentralamerika - 2022: für die Single La tóxica - Mexiko - 2024: für die Single Color Esperanza 2020 - 2025: für die Single Ponle - Peru - 2018: für die Single Krippy Kush - Vereinigte Staaten - 2022: für das Album La 167 (Latin) - 2022: für die Single El Incomprendido (Latin) - 2023: für das Lied Solita (Latin) - Portugal - 2023: für die Single Pepas - Vereinigte Staaten - 2017: für die Single Chillax (Latin) - 2018: für die Single Si tu lo dejas (Latin) - 2020: für das Album Gangalee (Latin) - Spanien - 2025: für die Single Calma (Remix) - Vereinigte Staaten - 2019: für die Single Sola (Remix) (Latin) - Schweiz - 2023: für die Single Pepas - Spanien - 2024: für die Single Pepas - Vereinigte Staaten - 2023: für die Single Bellaquita (Remix) (Latin) - Vereinigte Staaten - 2022: für die Single La tóxica (Latin) - Vereinigte Staaten - 2021: für die Single Si se da - Vereinigte Staaten - 2021: für die Single Si se da (Remix) - Vereinigte Staaten - 2018: für die Single Krippy Kush (Latin) - Vereinigte Staaten - 2021: für die Single Fantasías - Vereinigte Staaten - 2019: für die Single Calma (Remix) (Latin) - Vereinigte Staaten - 2023: für die Single Pepas (Latin) - Brasilien - 2020: für die Single Calma (Remix) - 2023: für die Single Pepas - Chile - 2020: für die Single Fantasías - Frankreich - 2022: für die Single Pepas - Mexiko - 2020: für die Single Fantasías - 2022: für die Single La tóxica - 2023: für die Single Pepas - 2023: für die Single Elegí (Remix) - 2024: für die Single Sí me dices que sí - Vereinigte Staaten - 2015: für die Single 6 AM (Latin) - 2023: für die Single Que más pues (Remix) (Latin) - Mexiko - 2019: für die Single 6 AM |

## Auszeichnungen nach Alben

### Visionary
| Land/Region               | Auszeichnungen für Musikverkäufe (Land/Region, Auszeichnung, Verkäufe) | Verkäufe |
| ------------------------- | ---------------------------------------------------------------------- | -------- |
| Chile (IFPI)              | Platin                                                                 | 10.000   |
| Mexiko (AMPROFON)         | Platin                                                                 | 60.000   |
| Vereinigte Staaten (RIAA) | Platin                                                                 | 60.000   |
| Insgesamt                 | 3× Platin ·                                                            | 130.000  |

### TrapXFicante
| Land/Region               | Auszeichnungen für Musikverkäufe (Land/Region, Auszeichnung, Verkäufe) | Verkäufe |
| ------------------------- | ---------------------------------------------------------------------- | -------- |
| Mexiko (AMPROFON)         | Gold                                                                   | 30.000   |
| Vereinigte Staaten (RIAA) | Platin                                                                 | 60.000   |
| Insgesamt                 | 1× Gold · 1× Platin ·                                                  | 90.000   |

### Gangalee
| Land/Region               | Auszeichnungen für Musikverkäufe (Land/Region, Auszeichnung, Verkäufe) | Verkäufe |
| ------------------------- | ---------------------------------------------------------------------- | -------- |
| Polen (ZPAV)              | Gold                                                                   | 10.000   |
| Vereinigte Staaten (RIAA) | 6× Platin                                                              | 360.000  |
| Insgesamt                 | 1× Gold · 6× Platin ·                                                  | 370.000  |

### La 167
| Land/Region               | Auszeichnungen für Musikverkäufe (Land/Region, Auszeichnung, Verkäufe) | Verkäufe |
| ------------------------- | ---------------------------------------------------------------------- | -------- |
| Frankreich (SNEP)         | Gold                                                                   | 50.000   |
| Mexiko (AMPROFON)         | Platin                                                                 | 140.000  |
| Polen (ZPAV)              | Platin                                                                 | 20.000   |
| Vereinigte Staaten (RIAA) | 5× Platin                                                              | 300.000  |
| Zentralamerika (CFC)      | Platin                                                                 | 10.000   |
| Insgesamt                 | 1× Gold · 8× Platin ·                                                  | 520.000  |

### Cvrbon Vrmor
| Land/Region               | Auszeichnungen für Musikverkäufe (Land/Region, Auszeichnung, Verkäufe) | Verkäufe |
| ------------------------- | ---------------------------------------------------------------------- | -------- |
| Vereinigte Staaten (RIAA) | Platin                                                                 | 60.000   |
| Insgesamt                 | 1× Platin ·                                                            | 60.000   |

## Auszeichnungen nach Singles

### Traime a tu amiga
| Land/Region               | Auszeichnungen für Musikverkäufe (Land/Region, Auszeichnung, Verkäufe) | Verkäufe |
| ------------------------- | ---------------------------------------------------------------------- | -------- |
| Vereinigte Staaten (RIAA) | 2× Platin                                                              | 120.000  |
| Insgesamt                 | 2× Platin ·                                                            | 120.000  |

### Va a ser abuela
| Land/Region               | Auszeichnungen für Musikverkäufe (Land/Region, Auszeichnung, Verkäufe) | Verkäufe |
| ------------------------- | ---------------------------------------------------------------------- | -------- |
| Vereinigte Staaten (RIAA) | Gold                                                                   | 30.000   |
| Insgesamt                 | 1× Gold ·                                                              | 30.000   |

### Titerito
| Land/Region               | Auszeichnungen für Musikverkäufe (Land/Region, Auszeichnung, Verkäufe) | Verkäufe |
| ------------------------- | ---------------------------------------------------------------------- | -------- |
| Vereinigte Staaten (RIAA) | Platin                                                                 | 60.000   |
| Insgesamt                 | 1× Platin ·                                                            | 60.000   |

### Passion Whine
| Land/Region               | Auszeichnungen für Musikverkäufe (Land/Region, Auszeichnung, Verkäufe) | Verkäufe |
| ------------------------- | ---------------------------------------------------------------------- | -------- |
| Vereinigte Staaten (RIAA) | 3× Platin                                                              | 180.000  |
| Insgesamt                 | 3× Platin ·                                                            | 180.000  |

### 6 AM
| Land/Region               | Auszeichnungen für Musikverkäufe (Land/Region, Auszeichnung, Verkäufe) | Verkäufe  |
| ------------------------- | ---------------------------------------------------------------------- | --------- |
| Argentinien (CAPIF)       | Gold                                                                   | 10.000    |
| Brasilien (PMB)           | Gold                                                                   | 20.000    |
| Italien (FIMI)            | Gold                                                                   | 25.000    |
| Mexiko (AMPROFON)         | 2× Diamant · + Gold                                                    | 630.000   |
| Spanien (Promusicae)      | 2× Platin                                                              | 80.000    |
| Vereinigte Staaten (RIAA) | Diamant                                                                | 600.000   |
| Insgesamt                 | 4× Gold · 2× Platin · 3× Diamant ·                                     | 1.365.000 |

### Lejos de aqui
| Land/Region               | Auszeichnungen für Musikverkäufe (Land/Region, Auszeichnung, Verkäufe) | Verkäufe |
| ------------------------- | ---------------------------------------------------------------------- | -------- |
| Spanien (Promusicae)      | Platin                                                                 | 40.000   |
| Vereinigte Staaten (RIAA) | 3× Platin                                                              | 180.000  |
| Insgesamt                 | 4× Platin ·                                                            | 220.000  |

### Me voy enamorando (Remix)
| Land/Region          | Auszeichnungen für Musikverkäufe (Land/Region, Auszeichnung, Verkäufe) | Verkäufe |
| -------------------- | ---------------------------------------------------------------------- | -------- |
| Spanien (Promusicae) | 2× Platin                                                              | 80.000   |
| Insgesamt            | 2× Platin ·                                                            | 80.000   |

### Sunset
| Land/Region               | Auszeichnungen für Musikverkäufe (Land/Region, Auszeichnung, Verkäufe) | Verkäufe |
| ------------------------- | ---------------------------------------------------------------------- | -------- |
| Mexiko (AMPROFON)         | Platin                                                                 | 60.000   |
| Vereinigte Staaten (RIAA) | 4× Platin                                                              | 240.000  |
| Insgesamt                 | 5× Platin ·                                                            | 300.000  |

### Ella y yo
| Land/Region               | Auszeichnungen für Musikverkäufe (Land/Region, Auszeichnung, Verkäufe) | Verkäufe |
| ------------------------- | ---------------------------------------------------------------------- | -------- |
| Spanien (Promusicae)      | Platin                                                                 | 60.000   |
| Vereinigte Staaten (RIAA) | Platin                                                                 | 60.000   |
| Insgesamt                 | 2× Platin ·                                                            | 120.000  |

### Obsesionado
| Land/Region               | Auszeichnungen für Musikverkäufe (Land/Region, Auszeichnung, Verkäufe) | Verkäufe |
| ------------------------- | ---------------------------------------------------------------------- | -------- |
| Spanien (Promusicae)      | Gold                                                                   | 20.000   |
| Vereinigte Staaten (RIAA) | 4× Platin                                                              | 240.000  |
| Insgesamt                 | 1× Gold · 4× Platin ·                                                  | 260.000  |

### Liberace
| Land/Region               | Auszeichnungen für Musikverkäufe (Land/Region, Auszeichnung, Verkäufe) | Verkäufe |
| ------------------------- | ---------------------------------------------------------------------- | -------- |
| Vereinigte Staaten (RIAA) | Gold                                                                   | 30.000   |
| Insgesamt                 | 1× Gold ·                                                              | 30.000   |

### Hasta que se seque el malecón
| Land/Region          | Auszeichnungen für Musikverkäufe (Land/Region, Auszeichnung, Verkäufe) | Verkäufe |
| -------------------- | ---------------------------------------------------------------------- | -------- |
| Italien (FIMI)       | Gold                                                                   | 25.000   |
| Spanien (Promusicae) | 3× Platin                                                              | 120.000  |
| Insgesamt            | 1× Gold · 3× Platin ·                                                  | 145.000  |

### Ella y yo (Remix)
| Land/Region               | Auszeichnungen für Musikverkäufe (Land/Region, Auszeichnung, Verkäufe) | Verkäufe |
| ------------------------- | ---------------------------------------------------------------------- | -------- |
| Vereinigte Staaten (RIAA) | Gold                                                                   | 30.000   |
| Insgesamt                 | 1× Gold ·                                                              | 30.000   |

### Chillax
| Land/Region               | Auszeichnungen für Musikverkäufe (Land/Region, Auszeichnung, Verkäufe) | Verkäufe |
| ------------------------- | ---------------------------------------------------------------------- | -------- |
| Chile (IFPI)              | Platin                                                                 | 80.000   |
| Spanien (Promusicae)      | Platin                                                                 | 60.000   |
| Vereinigte Staaten (RIAA) | 6× Platin                                                              | 360.000  |
| Insgesamt                 | 8× Platin ·                                                            | 500.000  |

### Diles (Remix)
| Land/Region               | Auszeichnungen für Musikverkäufe (Land/Region, Auszeichnung, Verkäufe) | Verkäufe |
| ------------------------- | ---------------------------------------------------------------------- | -------- |
| Spanien (Promusicae)      | 4× Platin                                                              | 240.000  |
| Vereinigte Staaten (RIAA) | 4× Platin                                                              | 240.000  |
| Insgesamt                 | 8× Platin ·                                                            | 480.000  |

### Diabla
| Land/Region          | Auszeichnungen für Musikverkäufe (Land/Region, Auszeichnung, Verkäufe) | Verkäufe |
| -------------------- | ---------------------------------------------------------------------- | -------- |
| Spanien (Promusicae) | Gold                                                                   | 30.000   |
| Insgesamt            | 1× Gold ·                                                              | 30.000   |

### Sola (Remix)
| Land/Region               | Auszeichnungen für Musikverkäufe (Land/Region, Auszeichnung, Verkäufe) | Verkäufe |
| ------------------------- | ---------------------------------------------------------------------- | -------- |
| Spanien (Promusicae)      | 2× Platin                                                              | 120.000  |
| Vereinigte Staaten (RIAA) | 7× Platin                                                              | 420.000  |
| Insgesamt                 | 9× Platin ·                                                            | 540.000  |

### Te lo meto yo
| Land/Region               | Auszeichnungen für Musikverkäufe (Land/Region, Auszeichnung, Verkäufe) | Verkäufe |
| ------------------------- | ---------------------------------------------------------------------- | -------- |
| Vereinigte Staaten (RIAA) | Platin                                                                 | 60.000   |
| Insgesamt                 | 1× Platin ·                                                            | 60.000   |

### La ocasión (Remix)
| Land/Region               | Auszeichnungen für Musikverkäufe (Land/Region, Auszeichnung, Verkäufe) | Verkäufe |
| ------------------------- | ---------------------------------------------------------------------- | -------- |
| Vereinigte Staaten (RIAA) | 4× Platin                                                              | 240.000  |
| Insgesamt                 | 4× Platin ·                                                            | 240.000  |

### Diabla (Remix)
| Land/Region               | Auszeichnungen für Musikverkäufe (Land/Region, Auszeichnung, Verkäufe) | Verkäufe |
| ------------------------- | ---------------------------------------------------------------------- | -------- |
| Vereinigte Staaten (RIAA) | 2× Platin                                                              | 120.000  |
| Insgesamt                 | 2× Platin ·                                                            | 120.000  |

### 47 (Remix)
| Land/Region               | Auszeichnungen für Musikverkäufe (Land/Region, Auszeichnung, Verkäufe) | Verkäufe |
| ------------------------- | ---------------------------------------------------------------------- | -------- |
| Vereinigte Staaten (RIAA) | Platin                                                                 | 60.000   |
| Insgesamt                 | 1× Platin ·                                                            | 60.000   |

### Blockia
| Land/Region               | Auszeichnungen für Musikverkäufe (Land/Region, Auszeichnung, Verkäufe) | Verkäufe |
| ------------------------- | ---------------------------------------------------------------------- | -------- |
| Vereinigte Staaten (RIAA) | Gold                                                                   | 30.000   |
| Insgesamt                 | 1× Gold ·                                                              | 30.000   |

### Si me muero
| Land/Region               | Auszeichnungen für Musikverkäufe (Land/Region, Auszeichnung, Verkäufe) | Verkäufe |
| ------------------------- | ---------------------------------------------------------------------- | -------- |
| Vereinigte Staaten (RIAA) | 3× Platin                                                              | 180.000  |
| Insgesamt                 | 3× Platin ·                                                            | 180.000  |

### Loco enamorado
| Land/Region               | Auszeichnungen für Musikverkäufe (Land/Region, Auszeichnung, Verkäufe) | Verkäufe |
| ------------------------- | ---------------------------------------------------------------------- | -------- |
| Mexiko (AMPROFON)         | 3× Platin                                                              | 180.000  |
| Spanien (Promusicae)      | 2× Platin                                                              | 80.000   |
| Vereinigte Staaten (RIAA) | 4× Platin                                                              | 240.000  |
| Insgesamt                 | 9× Platin ·                                                            | 500.000  |

### Que tengo que hacer
| Land/Region               | Auszeichnungen für Musikverkäufe (Land/Region, Auszeichnung, Verkäufe) | Verkäufe |
| ------------------------- | ---------------------------------------------------------------------- | -------- |
| Vereinigte Staaten (RIAA) | Platin                                                                 | 60.000   |
| Insgesamt                 | 1× Platin ·                                                            | 60.000   |

### Ganas locas
| Land/Region               | Auszeichnungen für Musikverkäufe (Land/Region, Auszeichnung, Verkäufe) | Verkäufe |
| ------------------------- | ---------------------------------------------------------------------- | -------- |
| Mexiko (AMPROFON)         | Gold                                                                   | 30.000   |
| Vereinigte Staaten (RIAA) | 3× Platin                                                              | 180.000  |
| Insgesamt                 | 1× Gold · 3× Platin ·                                                  | 210.000  |

### Krippy Kush
| Land/Region               | Auszeichnungen für Musikverkäufe (Land/Region, Auszeichnung, Verkäufe) | Verkäufe  |
| ------------------------- | ---------------------------------------------------------------------- | --------- |
| Kolumbien (ASINCOL)       | Gold                                                                   | 5.000     |
| Mexiko (AMPROFON)         | 4× Platin                                                              | 240.000   |
| Peru (UNIMPRO)            | 5× Platin                                                              | 30.000    |
| Spanien (Promusicae)      | Platin                                                                 | 40.000    |
| Vereinigte Staaten (RIAA) | Diamant · + 6× Platin                                                  | 960.000   |
| Insgesamt                 | 1× Gold · 16× Platin · 1× Diamant ·                                    | 1.275.000 |

### Si tu lo dejas
| Land/Region               | Auszeichnungen für Musikverkäufe (Land/Region, Auszeichnung, Verkäufe) | Verkäufe |
| ------------------------- | ---------------------------------------------------------------------- | -------- |
| Spanien (Promusicae)      | Gold                                                                   | 30.000   |
| Vereinigte Staaten (RIAA) | 6× Platin                                                              | 360.000  |
| Insgesamt                 | 1× Gold · 6× Platin ·                                                  | 390.000  |

### Banda de camion (Remix)
| Land/Region               | Auszeichnungen für Musikverkäufe (Land/Region, Auszeichnung, Verkäufe) | Verkäufe |
| ------------------------- | ---------------------------------------------------------------------- | -------- |
| Vereinigte Staaten (RIAA) | Gold                                                                   | 30.000   |
| Insgesamt                 | 1× Gold ·                                                              | 30.000   |

### Krippy Kush (Remix)
| Land/Region          | Auszeichnungen für Musikverkäufe (Land/Region, Auszeichnung, Verkäufe) | Verkäufe |
| -------------------- | ---------------------------------------------------------------------- | -------- |
| Spanien (Promusicae) | Gold                                                                   | 30.000   |
| Insgesamt            | 1× Gold ·                                                              | 30.000   |

### Recuerdos
| Land/Region               | Auszeichnungen für Musikverkäufe (Land/Region, Auszeichnung, Verkäufe) | Verkäufe |
| ------------------------- | ---------------------------------------------------------------------- | -------- |
| Vereinigte Staaten (RIAA) | Gold                                                                   | 30.000   |
| Insgesamt                 | 1× Gold ·                                                              | 30.000   |

### Tacos altos
| Land/Region               | Auszeichnungen für Musikverkäufe (Land/Region, Auszeichnung, Verkäufe) | Verkäufe |
| ------------------------- | ---------------------------------------------------------------------- | -------- |
| Spanien (Promusicae)      | Gold                                                                   | 30.000   |
| Vereinigte Staaten (RIAA) | Gold                                                                   | 30.000   |
| Insgesamt                 | 2× Gold ·                                                              | 60.000   |

### Inolvidable
| Land/Region               | Auszeichnungen für Musikverkäufe (Land/Region, Auszeichnung, Verkäufe) | Verkäufe |
| ------------------------- | ---------------------------------------------------------------------- | -------- |
| Vereinigte Staaten (RIAA) | Platin                                                                 | 60.000   |
| Insgesamt                 | 1× Platin ·                                                            | 60.000   |

### Ella fuma
| Land/Region               | Auszeichnungen für Musikverkäufe (Land/Region, Auszeichnung, Verkäufe) | Verkäufe |
| ------------------------- | ---------------------------------------------------------------------- | -------- |
| Spanien (Promusicae)      | Gold                                                                   | 30.000   |
| Vereinigte Staaten (RIAA) | Platin                                                                 | 60.000   |
| Insgesamt                 | 1× Gold · 1× Platin ·                                                  | 90.000   |

### Coolant
| Land/Region               | Auszeichnungen für Musikverkäufe (Land/Region, Auszeichnung, Verkäufe) | Verkäufe |
| ------------------------- | ---------------------------------------------------------------------- | -------- |
| Vereinigte Staaten (RIAA) | Platin                                                                 | 60.000   |
| Insgesamt                 | 1× Platin ·                                                            | 60.000   |

### Ponle
| Land/Region          | Auszeichnungen für Musikverkäufe (Land/Region, Auszeichnung, Verkäufe) | Verkäufe |
| -------------------- | ---------------------------------------------------------------------- | -------- |
| Mexiko (AMPROFON)    | 9× Gold                                                                | 270.000  |
| Spanien (Promusicae) | Platin                                                                 | 60.000   |
| Insgesamt            | 1× Gold · 5× Platin ·                                                  | 330.000  |

### Calma (Remix)
| Land/Region               | Auszeichnungen für Musikverkäufe (Land/Region, Auszeichnung, Verkäufe) | Verkäufe  |
| ------------------------- | ---------------------------------------------------------------------- | --------- |
| Brasilien (PMB)           | Diamant                                                                | 160.000   |
| Kanada (MC)               | Platin                                                                 | 80.000    |
| Kolumbien (ASINCOL)       | Gold                                                                   | 5.000     |
| Polen (ZPAV)              | 3× Platin                                                              | 60.000    |
| Spanien (Promusicae)      | 7× Platin                                                              | 420.000   |
| Vereinigte Staaten (RIAA) | 2× Diamant · + 5× Platin                                               | 1.500.000 |
| Insgesamt                 | 1× Gold · 16× Platin · 3× Diamant ·                                    | 2.225.000 |

### Baby
| Land/Region               | Auszeichnungen für Musikverkäufe (Land/Region, Auszeichnung, Verkäufe) | Verkäufe |
| ------------------------- | ---------------------------------------------------------------------- | -------- |
| Spanien (Promusicae)      | Platin                                                                 | 60.000   |
| Vereinigte Staaten (RIAA) | 2× Platin                                                              | 120.000  |
| Insgesamt                 | 3× Platin ·                                                            | 180.000  |

### Pa olvidarte (Remix)
| Land/Region               | Auszeichnungen für Musikverkäufe (Land/Region, Auszeichnung, Verkäufe) | Verkäufe |
| ------------------------- | ---------------------------------------------------------------------- | -------- |
| Vereinigte Staaten (RIAA) | 3× Platin                                                              | 180.000  |
| Insgesamt                 | 3× Platin ·                                                            | 180.000  |

### Caliente
| Land/Region               | Auszeichnungen für Musikverkäufe (Land/Region, Auszeichnung, Verkäufe) | Verkäufe |
| ------------------------- | ---------------------------------------------------------------------- | -------- |
| Spanien (Promusicae)      | Platin                                                                 | 60.000   |
| Vereinigte Staaten (RIAA) | Platin                                                                 | 60.000   |
| Insgesamt                 | 2× Platin ·                                                            | 120.000  |

### Si se da
| Land/Region               | Auszeichnungen für Musikverkäufe (Land/Region, Auszeichnung, Verkäufe) | Verkäufe |
| ------------------------- | ---------------------------------------------------------------------- | -------- |
| Italien (FIMI)            | Gold                                                                   | 25.000   |
| Spanien (Promusicae)      | 3× Platin                                                              | 180.000  |
| Vereinigte Staaten (RIAA) | Diamant · + Platin                                                     | 660.000  |
| Insgesamt                 | 1× Gold · 4× Platin · 1× Diamant ·                                     | 865.000  |

### On My Way
| Land/Region                  | Auszeichnungen für Musikverkäufe (Land/Region, Auszeichnung, Verkäufe) | Verkäufe |
| ---------------------------- | ---------------------------------------------------------------------- | -------- |
| Kanada (MC)                  | Gold                                                                   | 40.000   |
| Mexiko (AMPROFON)            | Platin                                                                 | 60.000   |
| Österreich (IFPI)            | Gold                                                                   | 15.000   |
| Polen (ZPAV)                 | Gold                                                                   | 10.000   |
| Portugal (AFP)               | Gold                                                                   | 5.000    |
| Schweden (IFPI)              | Platin                                                                 | 80.000   |
| Spanien (Promusicae)         | Gold                                                                   | 30.000   |
| Vereinigtes Königreich (BPI) | Silber                                                                 | 200.000  |
| Insgesamt                    | 1× Silber · 5× Gold · 2× Platin ·                                      | 440.000  |

### Que más pues (Remix)
| Land/Region               | Auszeichnungen für Musikverkäufe (Land/Region, Auszeichnung, Verkäufe) | Verkäufe |
| ------------------------- | ---------------------------------------------------------------------- | -------- |
| Spanien (Promusicae)      | 2× Platin                                                              | 120.000  |
| Vereinigte Staaten (RIAA) | Diamant                                                                | 600.000  |
| Insgesamt                 | 2× Platin · 1× Diamant ·                                               | 720.000  |

### Baila baila baila (Remix)
| Land/Region          | Auszeichnungen für Musikverkäufe (Land/Region, Auszeichnung, Verkäufe) | Verkäufe |
| -------------------- | ---------------------------------------------------------------------- | -------- |
| Spanien (Promusicae) | 2× Platin                                                              | 120.000  |
| Insgesamt            | 2× Platin ·                                                            | 120.000  |

### Rebota (Remix)
| Land/Region               | Auszeichnungen für Musikverkäufe (Land/Region, Auszeichnung, Verkäufe) | Verkäufe |
| ------------------------- | ---------------------------------------------------------------------- | -------- |
| Spanien (Promusicae)      | Platin                                                                 | 60.000   |
| Vereinigte Staaten (RIAA) | Platin                                                                 | 60.000   |
| Insgesamt                 | 2× Platin ·                                                            | 120.000  |

### Date tu guille
| Land/Region               | Auszeichnungen für Musikverkäufe (Land/Region, Auszeichnung, Verkäufe) | Verkäufe |
| ------------------------- | ---------------------------------------------------------------------- | -------- |
| Spanien (Promusicae)      | Gold                                                                   | 30.000   |
| Vereinigte Staaten (RIAA) | Platin                                                                 | 60.000   |
| Insgesamt                 | 1× Gold · 1× Platin ·                                                  | 90.000   |

### Si se da (Remix)
| Land/Region               | Auszeichnungen für Musikverkäufe (Land/Region, Auszeichnung, Verkäufe) | Verkäufe |
| ------------------------- | ---------------------------------------------------------------------- | -------- |
| Spanien (Promusicae)      | 3× Platin                                                              | 180.000  |
| Vereinigte Staaten (RIAA) | Diamant · + 3× Platin                                                  | 780.000  |
| Insgesamt                 | 6× Platin · 1× Diamant ·                                               | 960.000  |

### Fantasías
| Land/Region               | Auszeichnungen für Musikverkäufe (Land/Region, Auszeichnung, Verkäufe) | Verkäufe  |
| ------------------------- | ---------------------------------------------------------------------- | --------- |
| Argentinien (CAPIF)       | Platin                                                                 | 20.000    |
| Chile (IFPI)              | Diamant                                                                | 400.000   |
| Italien (FIMI)            | Gold                                                                   | 35.000    |
| Kolumbien (ASINCOL)       | Platin                                                                 | 10.000    |
| Mexiko (AMPROFON)         | Diamant · + 2× Platin                                                  | 420.000   |
| Peru (UNIMPRO)            | Platin                                                                 | 6.000     |
| Spanien (Promusicae)      | 4× Platin                                                              | 240.000   |
| Vereinigte Staaten (RIAA) | Diamant · + 9× Platin                                                  | 1.140.000 |
| Zentralamerika (CFC)      | Platin                                                                 | 70.000    |
| Insgesamt                 | 1× Gold · 19× Platin · 3× Diamant ·                                    | 2.341.000 |

### El favor
| Land/Region               | Auszeichnungen für Musikverkäufe (Land/Region, Auszeichnung, Verkäufe) | Verkäufe |
| ------------------------- | ---------------------------------------------------------------------- | -------- |
| Spanien (Promusicae)      | Platin                                                                 | 60.000   |
| Vereinigte Staaten (RIAA) | 2× Platin                                                              | 120.000  |
| Insgesamt                 | 3× Platin ·                                                            | 180.000  |

### DJ no pare (Remix)
| Land/Region               | Auszeichnungen für Musikverkäufe (Land/Region, Auszeichnung, Verkäufe) | Verkäufe |
| ------------------------- | ---------------------------------------------------------------------- | -------- |
| Chile (IFPI)              | Platin                                                                 | 200.000  |
| Vereinigte Staaten (RIAA) | Platin                                                                 | 60.000   |
| Insgesamt                 | 2× Platin ·                                                            | 260.000  |

### 105 °F (Remix)
| Land/Region               | Auszeichnungen für Musikverkäufe (Land/Region, Auszeichnung, Verkäufe) | Verkäufe |
| ------------------------- | ---------------------------------------------------------------------- | -------- |
| Spanien (Promusicae)      | 2× Platin                                                              | 120.000  |
| Vereinigte Staaten (RIAA) | 4× Platin                                                              | 240.000  |
| Insgesamt                 | 6× Platin ·                                                            | 360.000  |

### Celebration
| Land/Region               | Auszeichnungen für Musikverkäufe (Land/Region, Auszeichnung, Verkäufe) | Verkäufe |
| ------------------------- | ---------------------------------------------------------------------- | -------- |
| Vereinigte Staaten (RIAA) | Gold                                                                   | 30.000   |
| Insgesamt                 | 1× Gold ·                                                              | 30.000   |

### Nadie
| Land/Region               | Auszeichnungen für Musikverkäufe (Land/Region, Auszeichnung, Verkäufe) | Verkäufe |
| ------------------------- | ---------------------------------------------------------------------- | -------- |
| Mexiko (AMPROFON)         | Gold                                                                   | 30.000   |
| Vereinigte Staaten (RIAA) | Platin                                                                 | 60.000   |
| Insgesamt                 | 1× Gold · 1× Platin ·                                                  | 90.000   |

### Rasta Barbie (Remix)
| Land/Region          | Auszeichnungen für Musikverkäufe (Land/Region, Auszeichnung, Verkäufe) | Verkäufe |
| -------------------- | ---------------------------------------------------------------------- | -------- |
| Spanien (Promusicae) | Gold                                                                   | 30.000   |
| Insgesamt            | 1× Gold ·                                                              | 30.000   |

### Fantasías (Unplugged)
| Land/Region               | Auszeichnungen für Musikverkäufe (Land/Region, Auszeichnung, Verkäufe) | Verkäufe |
| ------------------------- | ---------------------------------------------------------------------- | -------- |
| Mexiko (AMPROFON)         | Gold                                                                   | 30.000   |
| Vereinigte Staaten (RIAA) | Platin                                                                 | 60.000   |
| Insgesamt                 | 1× Gold · 1× Platin ·                                                  | 90.000   |

### Bellaquita (Remix)
| Land/Region               | Auszeichnungen für Musikverkäufe (Land/Region, Auszeichnung, Verkäufe) | Verkäufe |
| ------------------------- | ---------------------------------------------------------------------- | -------- |
| Spanien (Promusicae)      | Platin                                                                 | 60.000   |
| Vereinigte Staaten (RIAA) | 8× Platin                                                              | 480.000  |
| Insgesamt                 | 9× Platin ·                                                            | 540.000  |

### Música
| Land/Region               | Auszeichnungen für Musikverkäufe (Land/Region, Auszeichnung, Verkäufe) | Verkäufe |
| ------------------------- | ---------------------------------------------------------------------- | -------- |
| Vereinigte Staaten (RIAA) | 2× Platin                                                              | 120.000  |
| Insgesamt                 | 2× Platin ·                                                            | 120.000  |

### La playa (Remix)
| Land/Region               | Auszeichnungen für Musikverkäufe (Land/Region, Auszeichnung, Verkäufe) | Verkäufe |
| ------------------------- | ---------------------------------------------------------------------- | -------- |
| Spanien (Promusicae)      | Gold                                                                   | 30.000   |
| Vereinigte Staaten (RIAA) | 3× Platin                                                              | 180.000  |
| Insgesamt                 | 1× Gold · 3× Platin ·                                                  | 210.000  |

### 3G (Remix)
| Land/Region          | Auszeichnungen für Musikverkäufe (Land/Region, Auszeichnung, Verkäufe) | Verkäufe |
| -------------------- | ---------------------------------------------------------------------- | -------- |
| Spanien (Promusicae) | Platin                                                                 | 40.000   |
| Insgesamt            | 1× Platin ·                                                            | 40.000   |

### Sí me dices que sí
| Land/Region               | Auszeichnungen für Musikverkäufe (Land/Region, Auszeichnung, Verkäufe) | Verkäufe |
| ------------------------- | ---------------------------------------------------------------------- | -------- |
| Mexiko (AMPROFON)         | Diamant · + Gold                                                       | 390.000  |
| Spanien (Promusicae)      | 2× Platin                                                              | 120.000  |
| Vereinigte Staaten (RIAA) | Platin                                                                 | 60.000   |
| Zentralamerika (CFC)      | 2× Platin                                                              | 140.000  |
| Insgesamt                 | 1× Gold · 6× Platin · 1× Diamant ·                                     | 710.000  |

### Perreo intenso
| Land/Region               | Auszeichnungen für Musikverkäufe (Land/Region, Auszeichnung, Verkäufe) | Verkäufe |
| ------------------------- | ---------------------------------------------------------------------- | -------- |
| Vereinigte Staaten (RIAA) | Gold                                                                   | 30.000   |
| Insgesamt                 | 1× Gold ·                                                              | 30.000   |

### Fantasías (Remix)
| Land/Region          | Auszeichnungen für Musikverkäufe (Land/Region, Auszeichnung, Verkäufe) | Verkäufe |
| -------------------- | ---------------------------------------------------------------------- | -------- |
| Mexiko (AMPROFON)    | 3× Gold                                                                | 90.000   |
| Spanien (Promusicae) | Platin                                                                 | 40.000   |
| Insgesamt            | 1× Gold · 2× Platin ·                                                  | 130.000  |

### Relación (Remix)
| Land/Region          | Auszeichnungen für Musikverkäufe (Land/Region, Auszeichnung, Verkäufe) | Verkäufe |
| -------------------- | ---------------------------------------------------------------------- | -------- |
| Spanien (Promusicae) | 3× Platin                                                              | 120.000  |
| Insgesamt            | 3× Platin ·                                                            | 120.000  |

### Loco (Remix)
| Land/Region               | Auszeichnungen für Musikverkäufe (Land/Region, Auszeichnung, Verkäufe) | Verkäufe |
| ------------------------- | ---------------------------------------------------------------------- | -------- |
| Spanien (Promusicae)      | Gold                                                                   | 30.000   |
| Vereinigte Staaten (RIAA) | 4× Platin                                                              | 240.000  |
| Insgesamt                 | 1× Gold · 4× Platin ·                                                  | 270.000  |

### Color Esperanza 2020
| Land/Region          | Auszeichnungen für Musikverkäufe (Land/Region, Auszeichnung, Verkäufe) | Verkäufe |
| -------------------- | ---------------------------------------------------------------------- | -------- |
| Mexiko (AMPROFON)    | 9× Gold                                                                | 270.000  |
| Spanien (Promusicae) | Platin                                                                 | 60.000   |
| Insgesamt            | 1× Gold · 5× Platin ·                                                  | 330.000  |

### La tóxica
| Land/Region               | Auszeichnungen für Musikverkäufe (Land/Region, Auszeichnung, Verkäufe) | Verkäufe  |
| ------------------------- | ---------------------------------------------------------------------- | --------- |
| Mexiko (AMPROFON)         | Diamant · + 5× Gold                                                    | 450.000   |
| Spanien (Promusicae)      | 2× Platin                                                              | 120.000   |
| Vereinigte Staaten (RIAA) | 9× Platin                                                              | 540.000   |
| Zentralamerika (CFC)      | 4× Platin                                                              | 280.000   |
| Insgesamt                 | 1× Gold · 17× Platin · 1× Diamant ·                                    | 1.390.000 |

### Elegí (Remix)
| Land/Region          | Auszeichnungen für Musikverkäufe (Land/Region, Auszeichnung, Verkäufe) | Verkäufe |
| -------------------- | ---------------------------------------------------------------------- | -------- |
| Mexiko (AMPROFON)    | Diamant · + 2× Platin                                                  | 420.000  |
| Spanien (Promusicae) | Gold                                                                   | 30.000   |
| Insgesamt            | 1× Gold · 2× Platin · 1× Diamant ·                                     | 450.000  |

### La tóxica (Remix)
| Land/Region          | Auszeichnungen für Musikverkäufe (Land/Region, Auszeichnung, Verkäufe) | Verkäufe |
| -------------------- | ---------------------------------------------------------------------- | -------- |
| Spanien (Promusicae) | Gold                                                                   | 30.000   |
| Zentralamerika (CFC) | Gold                                                                   | 35.000   |
| Insgesamt            | 2× Gold ·                                                              | 65.000   |

### Condena
| Land/Region               | Auszeichnungen für Musikverkäufe (Land/Region, Auszeichnung, Verkäufe) | Verkäufe |
| ------------------------- | ---------------------------------------------------------------------- | -------- |
| Vereinigte Staaten (RIAA) | Gold                                                                   | 30.000   |
| Insgesamt                 | 1× Gold ·                                                              | 30.000   |

### No te enamores (Remix)
| Land/Region               | Auszeichnungen für Musikverkäufe (Land/Region, Auszeichnung, Verkäufe) | Verkäufe |
| ------------------------- | ---------------------------------------------------------------------- | -------- |
| Spanien (Promusicae)      | 2× Platin                                                              | 80.000   |
| Vereinigte Staaten (RIAA) | Platin                                                                 | 60.000   |
| Insgesamt                 | 3× Platin ·                                                            | 140.000  |

### Singapur
| Land/Region          | Auszeichnungen für Musikverkäufe (Land/Region, Auszeichnung, Verkäufe) | Verkäufe |
| -------------------- | ---------------------------------------------------------------------- | -------- |
| Spanien (Promusicae) | Gold                                                                   | 30.000   |
| Insgesamt            | 1× Gold ·                                                              | 30.000   |

### No Hago Coro
| Land/Region               | Auszeichnungen für Musikverkäufe (Land/Region, Auszeichnung, Verkäufe) | Verkäufe |
| ------------------------- | ---------------------------------------------------------------------- | -------- |
| Vereinigte Staaten (RIAA) | 2× Platin                                                              | 120.000  |
| Insgesamt                 | 2× Platin ·                                                            | 120.000  |

### Ten Cuidado
| Land/Region               | Auszeichnungen für Musikverkäufe (Land/Region, Auszeichnung, Verkäufe) | Verkäufe |
| ------------------------- | ---------------------------------------------------------------------- | -------- |
| Spanien (Promusicae)      | Gold                                                                   | 30.000   |
| Vereinigte Staaten (RIAA) | Platin                                                                 | 60.000   |
| Insgesamt                 | 1× Gold · 1× Platin ·                                                  | 90.000   |

### Rápido
| Land/Region          | Auszeichnungen für Musikverkäufe (Land/Region, Auszeichnung, Verkäufe) | Verkäufe |
| -------------------- | ---------------------------------------------------------------------- | -------- |
| Spanien (Promusicae) | Platin                                                                 | 60.000   |
| Insgesamt            | 1× Platin ·                                                            | 60.000   |

### Pepas
| Land/Region                  | Auszeichnungen für Musikverkäufe (Land/Region, Auszeichnung, Verkäufe) | Verkäufe  |
| ---------------------------- | ---------------------------------------------------------------------- | --------- |
| Belgien (BRMA)               | Platin                                                                 | 40.000    |
| Brasilien (PMB)              | Diamant                                                                | 160.000   |
| Dänemark (IFPI)              | Platin                                                                 | 90.000    |
| Deutschland (BVMI)           | 3× Gold                                                                | 600.000   |
| Frankreich (SNEP)            | Diamant                                                                | 333.333   |
| Griechenland (IFPI)          | Platin                                                                 | 20.000    |
| Italien (FIMI)               | 4× Platin                                                              | 400.000   |
| Kolumbien (ASINCOL)          | Gold                                                                   | 5.000     |
| Kanada (MC)                  | 2× Platin                                                              | 160.000   |
| Mexiko (AMPROFON)            | Diamant · + Gold                                                       | 770.000   |
| Österreich (IFPI)            | 3× Platin                                                              | 90.000    |
| Polen (ZPAV)                 | 4× Platin                                                              | 200.000   |
| Portugal (AFP)               | 6× Platin                                                              | 60.000    |
| Schweden (IFPI)              | Platin                                                                 | 80.000    |
| Schweiz (IFPI)               | 8× Platin                                                              | 160.000   |
| Spanien (Promusicae)         | 8× Platin                                                              | 480.000   |
| Vereinigte Staaten (RIAA)    | 52× Platin                                                             | 2.280.000 |
| Vereinigtes Königreich (BPI) | Silber                                                                 | 200.000   |
| Zentralamerika (CFC)         | 3× Platin                                                              | 210.000   |
| Insgesamt                    | 1× Silber · 3× Gold · 45× Platin · 8× Diamant ·                        | 7.178.333 |

### Me pasé
| Land/Region          | Auszeichnungen für Musikverkäufe (Land/Region, Auszeichnung, Verkäufe) | Verkäufe |
| -------------------- | ---------------------------------------------------------------------- | -------- |
| Mexiko (AMPROFON)    | Gold                                                                   | 70.000   |
| Polen (ZPAV)         | Gold                                                                   | 25.000   |
| Spanien (Promusicae) | Gold                                                                   | 30.000   |
| Insgesamt            | 3× Gold ·                                                              | 125.000  |

### El Incomprendido
| Land/Region               | Auszeichnungen für Musikverkäufe (Land/Region, Auszeichnung, Verkäufe) | Verkäufe |
| ------------------------- | ---------------------------------------------------------------------- | -------- |
| Frankreich (SNEP)         | Platin                                                                 | 200.000  |
| Mexiko (AMPROFON)         | Gold                                                                   | 70.000   |
| Portugal (AFP)            | Gold                                                                   | 5.000    |
| Spanien (Promusicae)      | 2× Platin                                                              | 120.000  |
| Vereinigte Staaten (RIAA) | 5× Platin                                                              | 300.000  |
| Zentralamerika (CFC)      | Gold                                                                   | 35.000   |
| Insgesamt                 | 3× Gold · 8× Platin ·                                                  | 730.000  |

### After Party
| Land/Region       | Auszeichnungen für Musikverkäufe (Land/Region, Auszeichnung, Verkäufe) | Verkäufe |
| ----------------- | ---------------------------------------------------------------------- | -------- |
| Frankreich (SNEP) | Gold                                                                   | 100.000  |
| Insgesamt         | 1× Gold ·                                                              | 100.000  |

### Nazareno
| Land/Region       | Auszeichnungen für Musikverkäufe (Land/Region, Auszeichnung, Verkäufe) | Verkäufe |
| ----------------- | ---------------------------------------------------------------------- | -------- |
| Frankreich (SNEP) | Gold                                                                   | 100.000  |
| Insgesamt         | 1× Gold ·                                                              | 100.000  |

### Esta Vida
| Land/Region               | Auszeichnungen für Musikverkäufe (Land/Region, Auszeichnung, Verkäufe) | Verkäufe |
| ------------------------- | ---------------------------------------------------------------------- | -------- |
| Portugal (AFP)            | Gold                                                                   | 5.000    |
| Spanien (Promusicae)      | Gold                                                                   | 30.000   |
| Vereinigte Staaten (RIAA) | 2× Platin                                                              | 120.000  |
| Insgesamt                 | 2× Gold · 2× Platin ·                                                  | 155.000  |

### Pasa_je_ro
| Land/Region               | Auszeichnungen für Musikverkäufe (Land/Region, Auszeichnung, Verkäufe) | Verkäufe |
| ------------------------- | ---------------------------------------------------------------------- | -------- |
| Vereinigte Staaten (RIAA) | Platin                                                                 | 60.000   |
| Insgesamt                 | 1× Platin ·                                                            | 60.000   |

### Santorini
| Land/Region          | Auszeichnungen für Musikverkäufe (Land/Region, Auszeichnung, Verkäufe) | Verkäufe |
| -------------------- | ---------------------------------------------------------------------- | -------- |
| Spanien (Promusicae) | Gold                                                                   | 30.000   |
| Insgesamt            | 1× Gold ·                                                              | 30.000   |

## Auszeichnungen nach Liedern

### Nena Fichu
| Land/Region               | Auszeichnungen für Musikverkäufe (Land/Region, Auszeichnung, Verkäufe) | Verkäufe |
| ------------------------- | ---------------------------------------------------------------------- | -------- |
| Vereinigte Staaten (RIAA) | Gold                                                                   | 30.000   |
| Insgesamt                 | 1× Gold ·                                                              | 30.000   |

### Su hija me gusta
| Land/Region               | Auszeichnungen für Musikverkäufe (Land/Region, Auszeichnung, Verkäufe) | Verkäufe |
| ------------------------- | ---------------------------------------------------------------------- | -------- |
| Vereinigte Staaten (RIAA) | 2× Platin                                                              | 120.000  |
| Insgesamt                 | 2× Platin ·                                                            | 120.000  |

### Dime qué hago
| Land/Region               | Auszeichnungen für Musikverkäufe (Land/Region, Auszeichnung, Verkäufe) | Verkäufe |
| ------------------------- | ---------------------------------------------------------------------- | -------- |
| Vereinigte Staaten (RIAA) | Gold                                                                   | 30.000   |
| Insgesamt                 | 1× Gold ·                                                              | 30.000   |

### Salgo
| Land/Region               | Auszeichnungen für Musikverkäufe (Land/Region, Auszeichnung, Verkäufe) | Verkäufe |
| ------------------------- | ---------------------------------------------------------------------- | -------- |
| Vereinigte Staaten (RIAA) | Gold                                                                   | 30.000   |
| Insgesamt                 | 1× Gold ·                                                              | 30.000   |

### Otra copa
| Land/Region          | Auszeichnungen für Musikverkäufe (Land/Region, Auszeichnung, Verkäufe) | Verkäufe |
| -------------------- | ---------------------------------------------------------------------- | -------- |
| Spanien (Promusicae) | Gold                                                                   | 30.000   |
| Insgesamt            | 1× Gold ·                                                              | 30.000   |

### Prende un phillie
| Land/Region          | Auszeichnungen für Musikverkäufe (Land/Region, Auszeichnung, Verkäufe) | Verkäufe |
| -------------------- | ---------------------------------------------------------------------- | -------- |
| Spanien (Promusicae) | Gold                                                                   | 30.000   |
| Insgesamt            | 1× Gold ·                                                              | 30.000   |

### Ojalá
| Land/Region               | Auszeichnungen für Musikverkäufe (Land/Region, Auszeichnung, Verkäufe) | Verkäufe |
| ------------------------- | ---------------------------------------------------------------------- | -------- |
| Vereinigte Staaten (RIAA) | Platin                                                                 | 60.000   |
| Insgesamt                 | 1× Platin ·                                                            | 60.000   |

### Solita
| Land/Region               | Auszeichnungen für Musikverkäufe (Land/Region, Auszeichnung, Verkäufe) | Verkäufe |
| ------------------------- | ---------------------------------------------------------------------- | -------- |
| Spanien (Promusicae)      | Gold                                                                   | 30.000   |
| Vereinigte Staaten (RIAA) | 5× Platin                                                              | 300.000  |
| Insgesamt                 | 1× Gold · 5× Platin ·                                                  | 330.000  |

### La cartera
| Land/Region          | Auszeichnungen für Musikverkäufe (Land/Region, Auszeichnung, Verkäufe) | Verkäufe |
| -------------------- | ---------------------------------------------------------------------- | -------- |
| Mexiko (AMPROFON)    | Platin                                                                 | 60.000   |
| Spanien (Promusicae) | Gold                                                                   | 30.000   |
| Insgesamt            | 1× Gold · 1× Platin ·                                                  | 90.000   |

### Delincuente
| Land/Region          | Auszeichnungen für Musikverkäufe (Land/Region, Auszeichnung, Verkäufe) | Verkäufe |
| -------------------- | ---------------------------------------------------------------------- | -------- |
| Mexiko (AMPROFON)    | Platin                                                                 | 60.000   |
| Spanien (Promusicae) | Platin                                                                 | 40.000   |
| Insgesamt            | 2× Platin ·                                                            | 100.000  |

### Helicóptero
| Land/Region               | Auszeichnungen für Musikverkäufe (Land/Region, Auszeichnung, Verkäufe) | Verkäufe |
| ------------------------- | ---------------------------------------------------------------------- | -------- |
| Vereinigte Staaten (RIAA) | Gold                                                                   | 30.000   |
| Insgesamt                 | 1× Gold ·                                                              | 30.000   |

### La Bendición
| Land/Region               | Auszeichnungen für Musikverkäufe (Land/Region, Auszeichnung, Verkäufe) | Verkäufe |
| ------------------------- | ---------------------------------------------------------------------- | -------- |
| Vereinigte Staaten (RIAA) | Gold                                                                   | 30.000   |
| Insgesamt                 | 1× Gold ·                                                              | 30.000   |

### Patio de la Cárcel (Tangos)
| Land/Region          | Auszeichnungen für Musikverkäufe (Land/Region, Auszeichnung, Verkäufe) | Verkäufe |
| -------------------- | ---------------------------------------------------------------------- | -------- |
| Spanien (Promusicae) | Gold                                                                   | 30.000   |
| Insgesamt            | 1× Gold ·                                                              | 30.000   |

## Statistik und Quellen
| Land/RegionAuszeichnungen für Musikverkäufe (Land/Region, Auszeichnungen, Verkäufe, Quellen) | Silber     | Gold       | Platin         | Diamant       | Verkäufe   | Quellen                 |
| -------------------------------------------------------------------------------------------- | ---------- | ---------- | -------------- | ------------- | ---------- | ----------------------- |
| Argentinien (CAPIF)                                                                          | —          | Gold1      | Platin1        | —             | 30.000     | Einzelnachweise         |
| Belgien (BRMA)                                                                               | —          | —          | Platin1        | —             | 40.000     | ultratop.be             |
| Brasilien (PMB)                                                                              | —          | Gold1      | —              | 2× Diamant2   | 340.000    | pro-musicabr.org.br BR2 |
| Chile (IFPI)                                                                                 | —          | —          | 3× Platin3     | Diamant1      | 680.000    | profovi.cl CL2          |
| Dänemark (IFPI)                                                                              | —          | —          | Platin1        | —             | 90.000     | ifpi.dk                 |
| Deutschland (BVMI)                                                                           | —          | Gold1      | Platin1        | —             | 600.000    | musikindustrie.de       |
| Frankreich (SNEP)                                                                            | —          | 3× Gold3   | Platin1        | Diamant1      | 783.333    | snepmusique.com         |
| Griechenland (IFPI)                                                                          | —          | —          | Platin1        | —             | 20.000     | Einzelnachweise         |
| Italien (FIMI)                                                                               | —          | 4× Gold4   | 4× Platin4     | —             | 510.000    | fimi.it                 |
| Kanada (MC)                                                                                  | —          | Gold1      | 3× Platin3     | —             | 280.000    | musiccanada.com         |
| Kolumbien (ASINCOL)                                                                          | —          | 3× Gold3   | Platin1        | —             | 25.000     | Einzelnachweise         |
| Mexiko (AMPROFON)                                                                            | —          | 13× Gold13 | 29× Platin29   | 7× Diamant7   | 4.750.000  | amprofon.com.mx         |
| Österreich (IFPI)                                                                            | —          | Gold1      | 3× Platin3     | —             | 105.000    | ifpi.at                 |
| Peru (UNIMPRO)                                                                               | —          | —          | 6× Platin6     | —             | 36.000     | Einzelnachweise         |
| Polen (ZPAV)                                                                                 | —          | 3× Gold3   | 8× Platin8     | —             | 325.000    | olis.pl                 |
| Portugal (AFP)                                                                               | —          | 3× Gold3   | 6× Platin6     | —             | 75.000     | Einzelnachweise         |
| Schweden (IFPI)                                                                              | —          | —          | 2× Platin2     | —             | 160.000    | sverigetopplistan.se    |
| Schweiz (IFPI)                                                                               | —          | —          | 8× Platin8     | —             | 160.000    | hitparade.ch            |
| Spanien (Promusicae)                                                                         | —          | 23× Gold23 | 72× Platin72   | —             | 4.620.000  | elportaldemusica.es     |
| Vereinigte Staaten (RIAA)                                                                    | —          | 15× Gold15 | 167× Platin167 | 13× Diamant13 | 18.270.000 | riaa.com                |
| Vereinigtes Königreich (BPI)                                                                 | 2× Silber2 | —          | —              | —             | 400.000    | bpi.co.uk               |
| Zentralamerika (CFC)                                                                         | —          | 2× Gold2   | 11× Platin11   | —             | 780.000    | cfc-musica.com          |
| Insgesamt                                                                                    | 2× Silber2 | 74× Gold74 | 329× Platin329 | 24× Diamant24 |            |                         |